# Società Anonima Trams Elettrici Comensi
La Società Anonima Trams Elettrici Comensi (SATEC) era una società tranviaria oggi non più esistente, che gestì per alcuni anni la rete tranviaria di Como.

## Storia
La Società Anonima Trams Elettrici Comensi fu costituita il 14 maggio 1904 su iniziativa della Società di Navigazione Lariana e della Società Elettrica Alessandro Volta, entrambe di Como, allo scopo di costruire ed esercire la rete tranviaria cittadina, allora in progetto.
Ottenuta la concessione dall'amministrazione comunale, la SATEC iniziò i lavori di costruzione delle prime tre linee, che furono attivate nel 1906; l'anno successivo (31 dicembre) seguì l'attivazione della prima tratta della linea extraurbana per Cantù.
Visto il successo di traffico riscontrato, l'amministrazione comunale decise di ampliare la rete, costruendo ulteriori linee, che però avrebbero richiesto alla SATEC un aumento di capitale; pertanto, si decise di fondere la SATEC con la Società Elettrica Alessandro Volta, creando la Società Elettrica Comense Alessandro Volta (SECAV), che ne avrebbe proseguito le attività. A regime tale rete risultava strutturata attraverso quattro linee relazioni:
- Como-Cernobbio-Maslianico
- Como-Appiano Gentile-Mozzate
- Como-Cantù-Asnago
- Como-Erba-Lecco